# Insula Capri

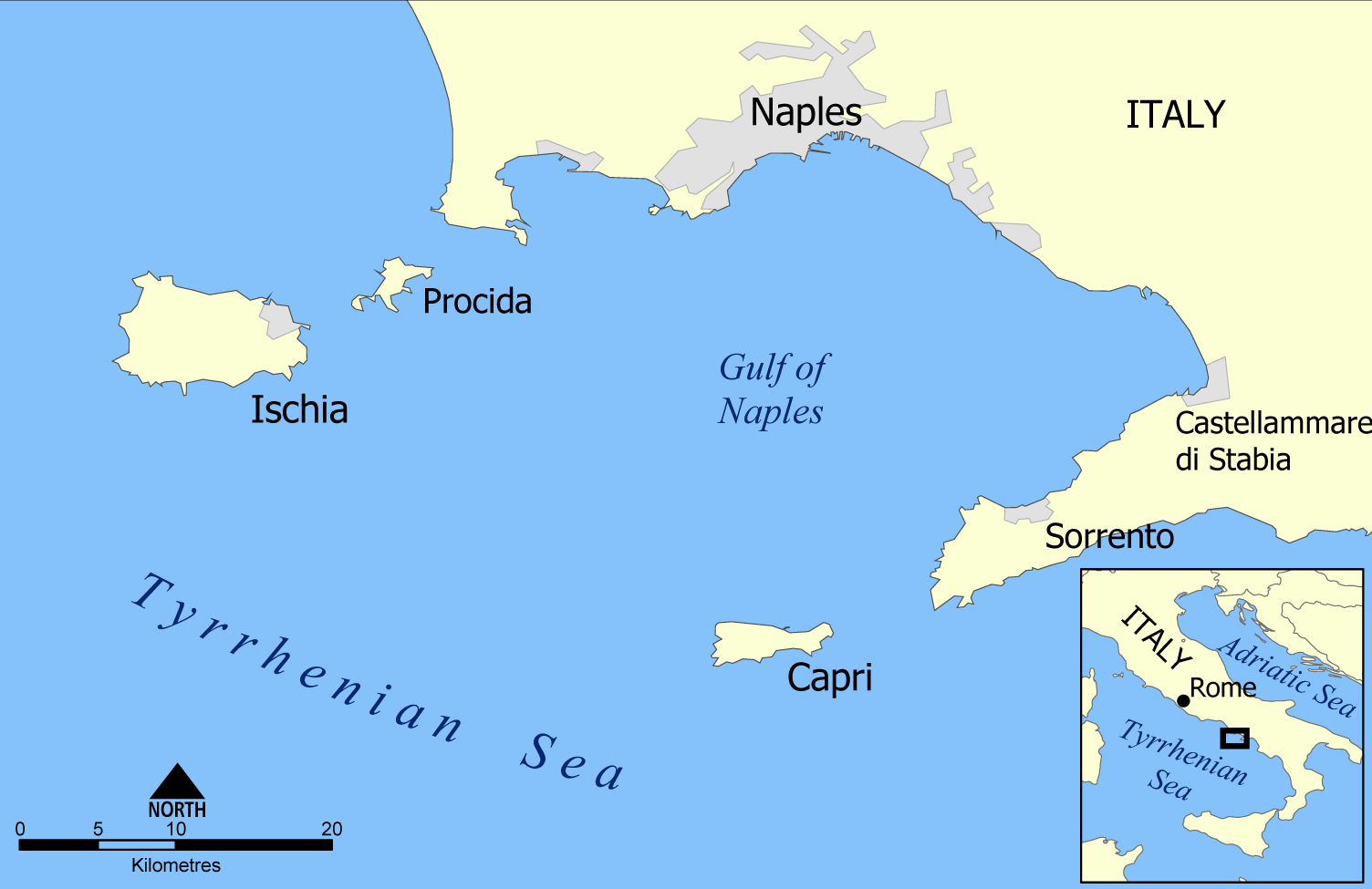

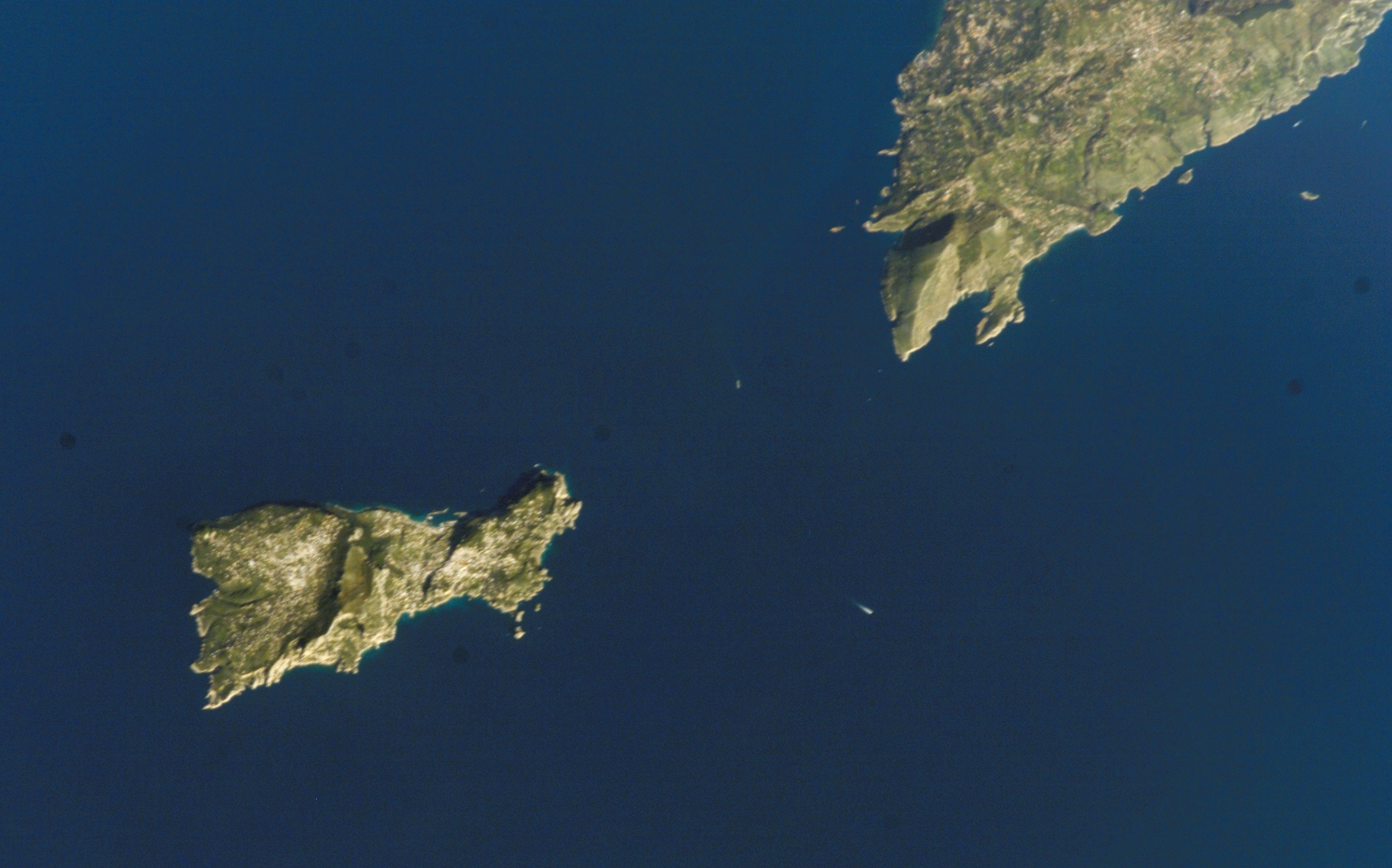
Insula Capri vazută din satelit

Capri, mica insulă muntoasă din Marea Tireniană, vestită pentru peisajele sale unice, este situată la intrarea în Golful Napoli. 

## Istorie
Denumită în antichitate Caprea, insula Capri a fost colonizată de greci încă din secolul al VII-lea î.Hr.. 
În cele două orașe importante ale insulei, Anacapri și Capri, există ruine care atestă prezența coloniilor grecești pe insulă.
În anul 29 î.Hr. împăratul Octavian August a achiziționat insula de la orașul Napoli în schimbul insulei Ischia, construindu-și aici un palat. Succesorul său, împăratul Tiberius, a petrecut aici 10 ani și a construit 12 vile în semn de recunoștință față de cei 12 zei ai Olimpului. Mai târziu, Capri a devenit destinația aristocrației italiene, britanice și franceze. Bourbonii secolului al XVIII-lea veneau aici la vânătoare de prepelițe, iar, un secol mai târziu, artiști, poeți și personalități economice (Krupp, Axel Munthe și alții) și-au găsit inspirația sau odihna pe plajele calcaroase ale insulei.

## Geografie
Insula Capri are 6,7 kilometri lungime și aproximativ 2 kilometri lățime, iar suprafața sa măsoară 10,4 kilometri pătrați. Elementul caracteristic al reliefului insulei îl constituie stâncile abrupte de calcar care se înalță din adâncurile mării. Monte Solaro este punctul situat la cea mai mare altitudine de pe insulă și măsoară 589 de metri înălțime.

Clima este mediteraneană. Temperatura medie este de +10°C în februarie și de +28°C în august. Cantitatea medie multianuală de precipitații este de 850 mm. 
 Pe insulă nu există izvoare sau râuri demne de menționat, iar irigarea este asigurată în principal de ploi. Precipitațiile sunt însă atât de abundente, încât cultivarea măslinilor, a viței de vie și a arborilor citrici este deosebit de profitabilă.

## Populația
Populația insulei este de 12.000 locuitori cu o densitate de 1.154 locuitori pe km².

## Personalități
Frumusețea insulei Capri a fascinat numeroși poeți, scriitori, artiști și intelectuali. Printre iluștrii vizitatori ai insulei se numără: industriașul german Friedrick Alfred Krupp, scriitorul german Thomas Mann, scriitorul scoțian Compton Mackenzie, poetul chilian Pablo Neruda, scriitorul britanic Graham Greene, scriitorul suedez Axel Munthe, precum și scriitorul rus Maxim Gorki.

## Turism
Insula este vizitată anual de peste jumătate de milion de oaspeți.
Pe insula Capri se află trei localități mai importante. Așezarea principală este Capri, orășel situat în partea sa estică. Portul pitoresc Marina Grande se află pe coasta de nord, iar la vest se ridică Anacapri. Turistul poate ajunge de la Capri la Anacapri după ce străbate 784 de trepte săpate în stâncă. La nord-vest de Anacapri se află cele mai mari atracții turistice ale insulei: vestita Grotă Albastră (în italiană Grota Azzurra). Insula este presărată cu monumente datând din antichitate, printre care se numără și vilele împăratului Tiberius. Capri a fost încă de pe vremea Imperiului Roman un loc de odihnă popular.

### Obiective turistice de pe insulă
- Grota Albastră
- Monte Solaro
- Villa Jovis
- Villa San Michele
- Torre Materita
- Damecuta
- Piața Umberto I
- stâncile Faraglioni
- Tragara
- Marina Piccola
- Anacapri
- Via Krupp

## Imagini

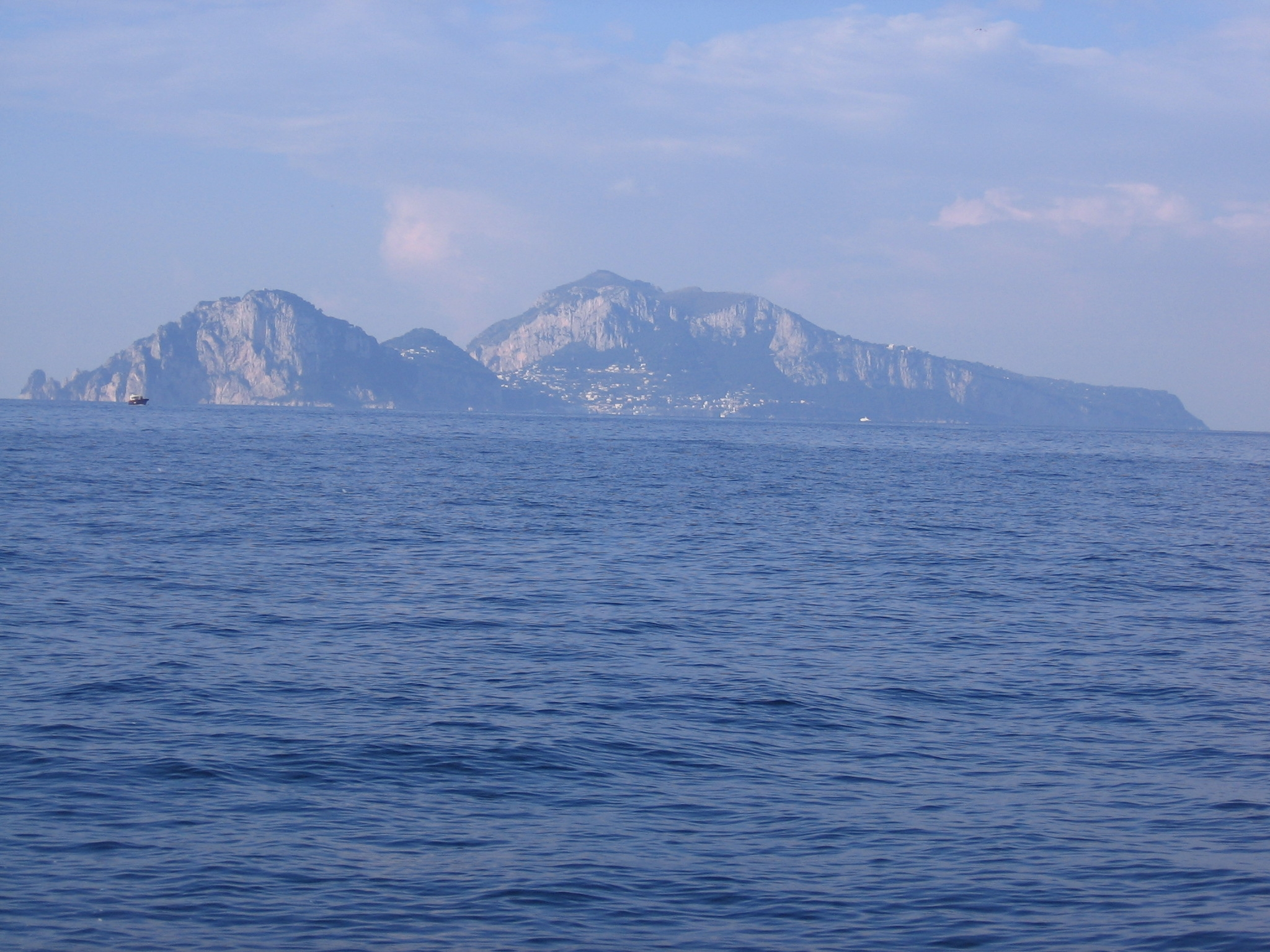
Insula Capri
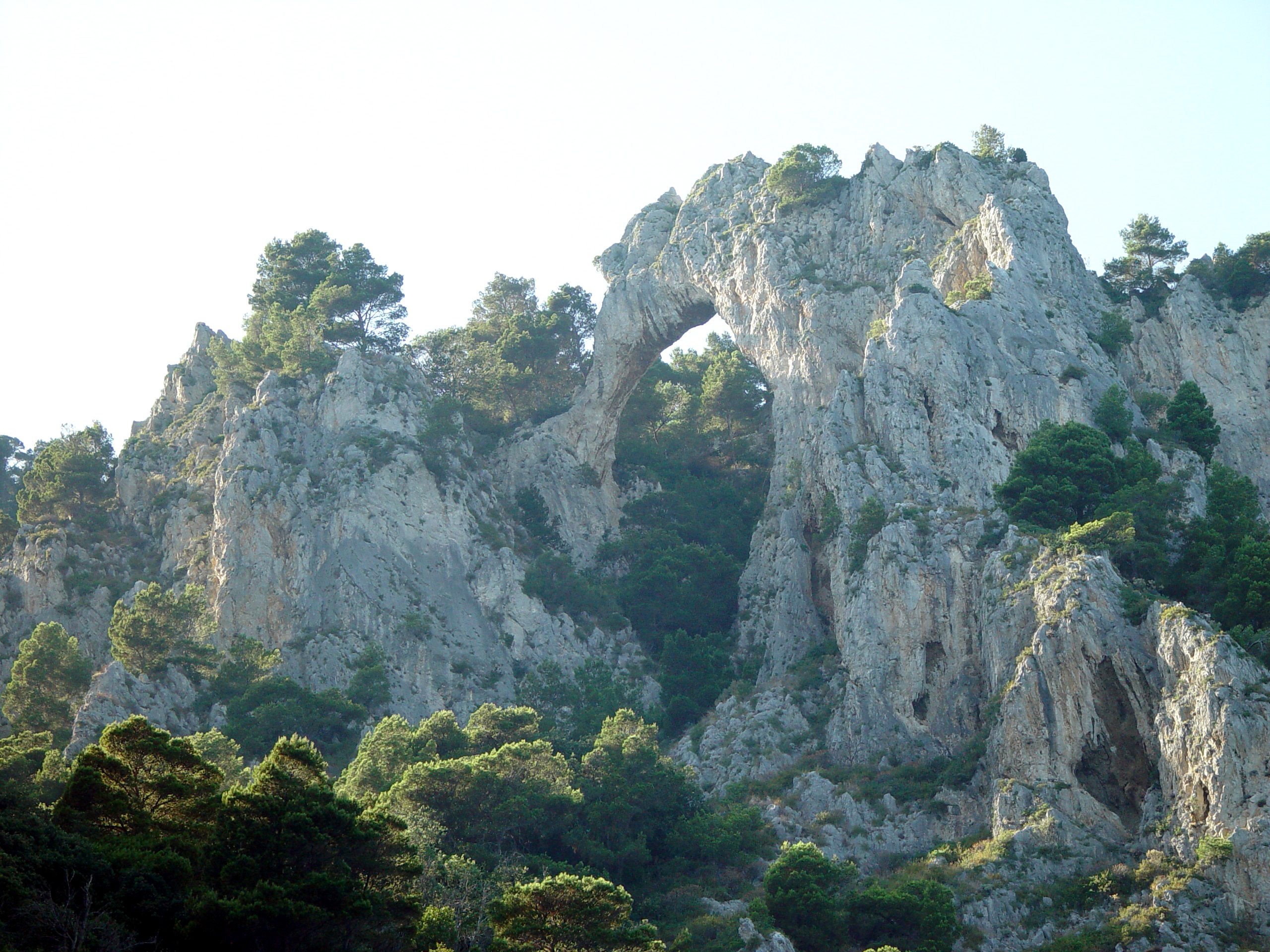
Arco Naturale
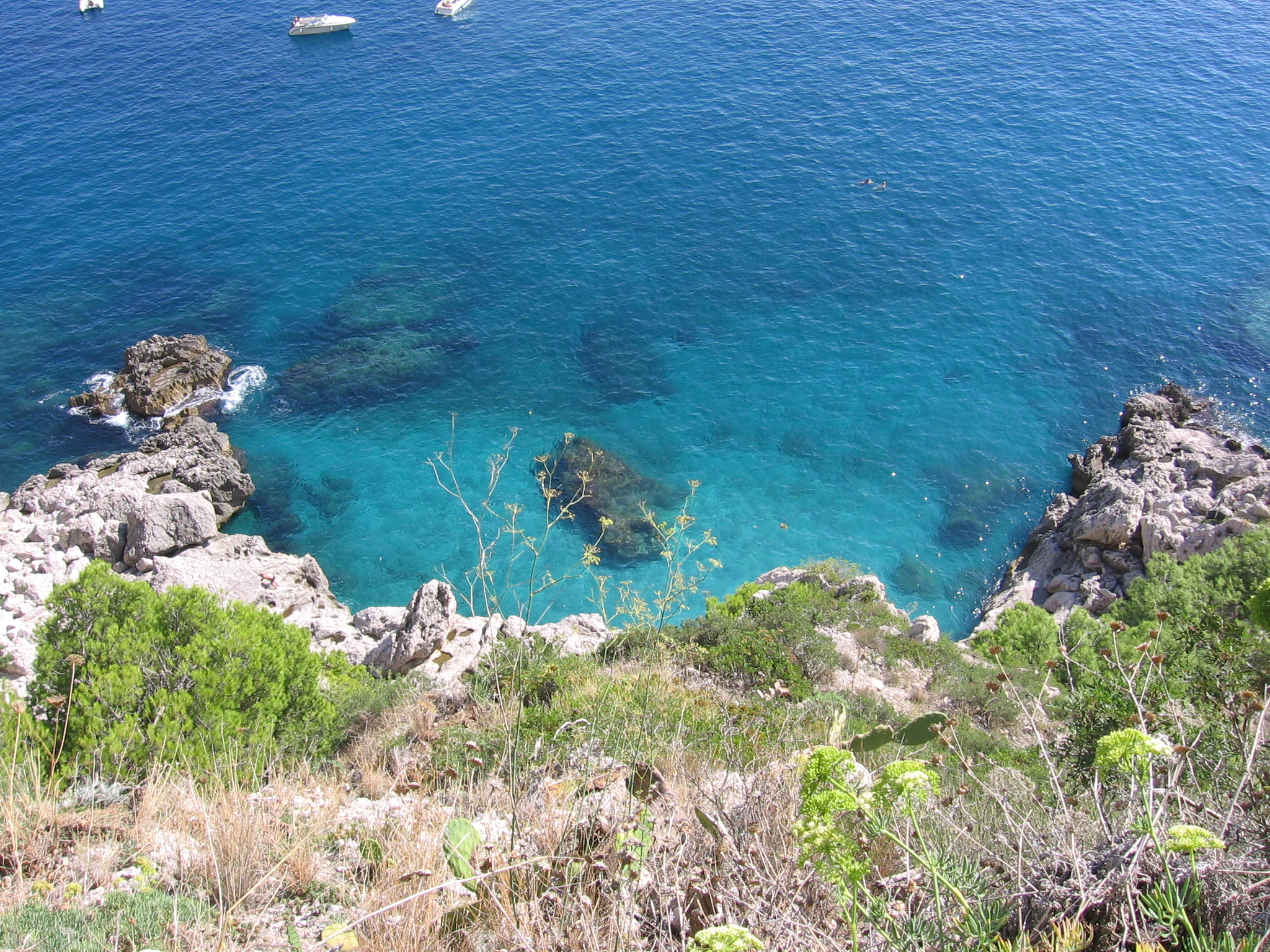
Coasta
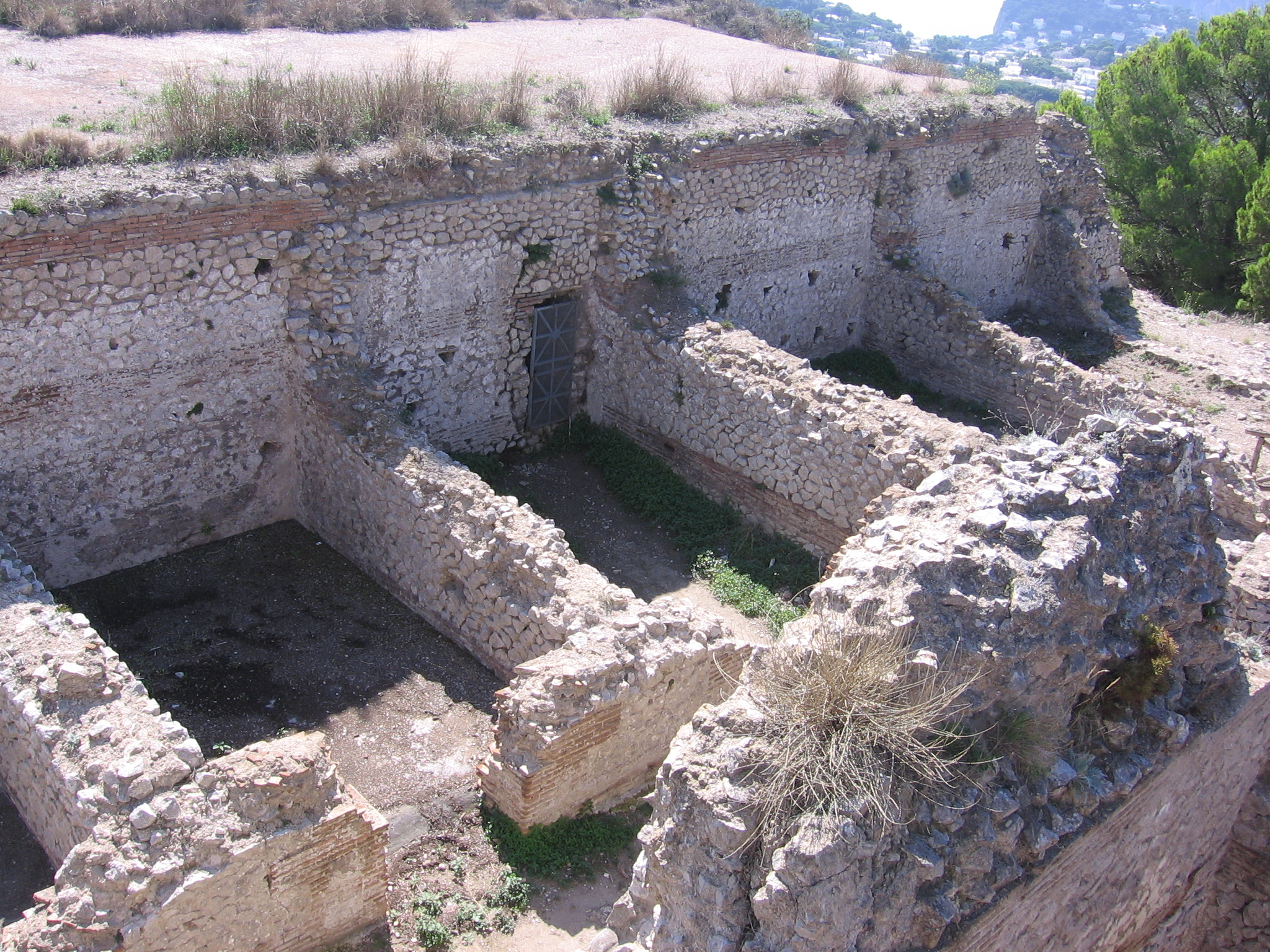
Villa Jovis
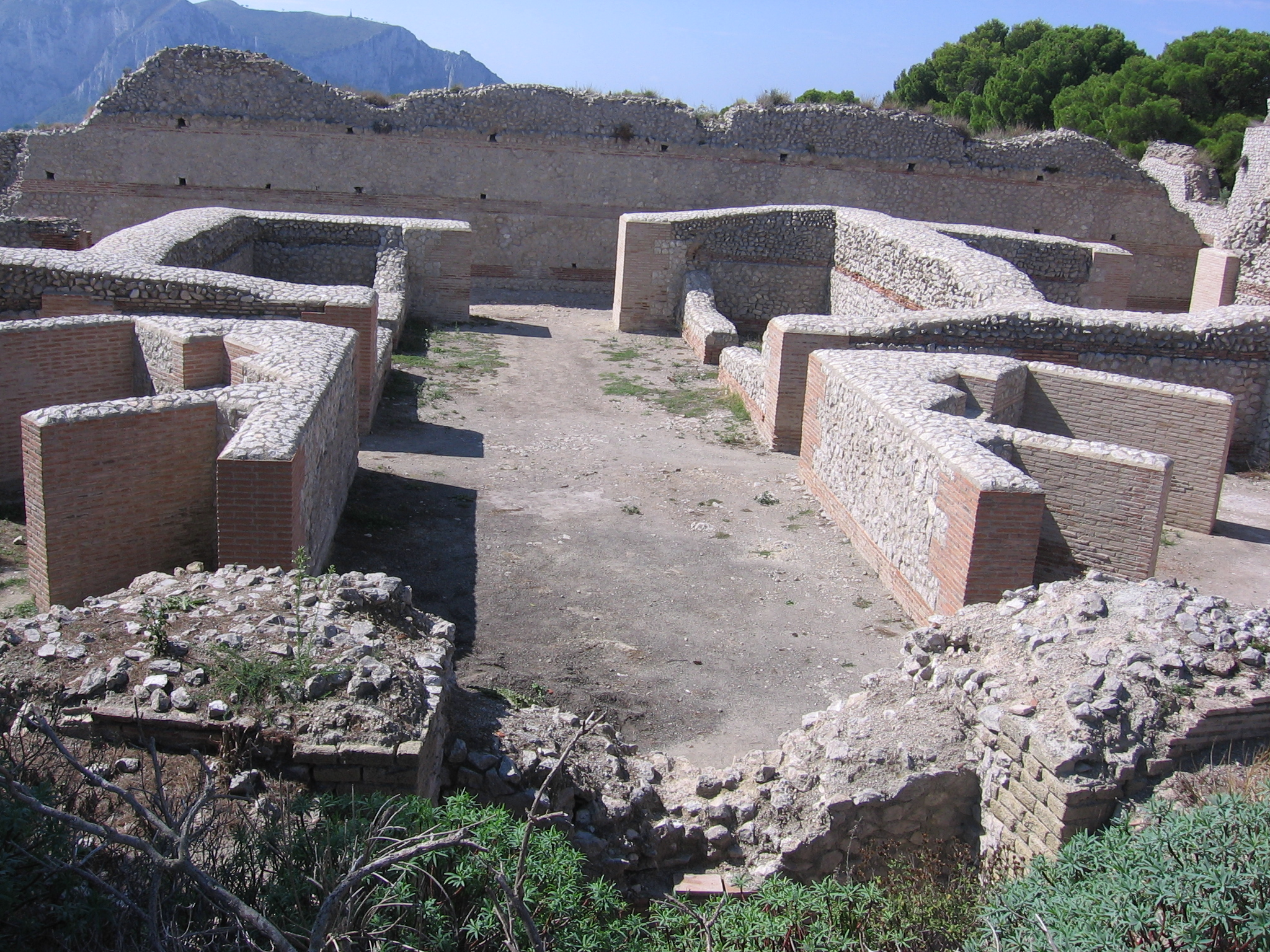
Villa Jovis
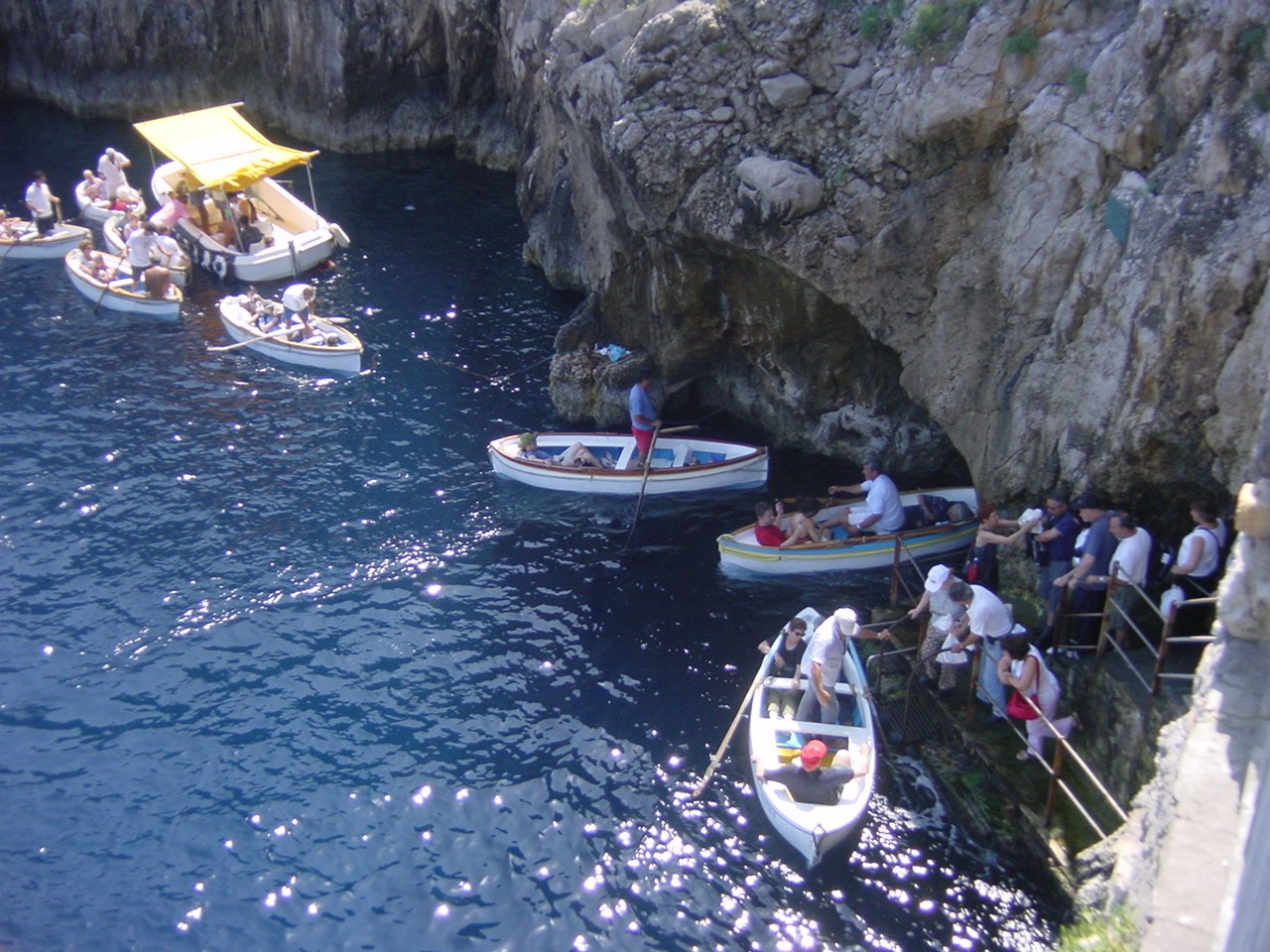
Turiști în Grota Albastră
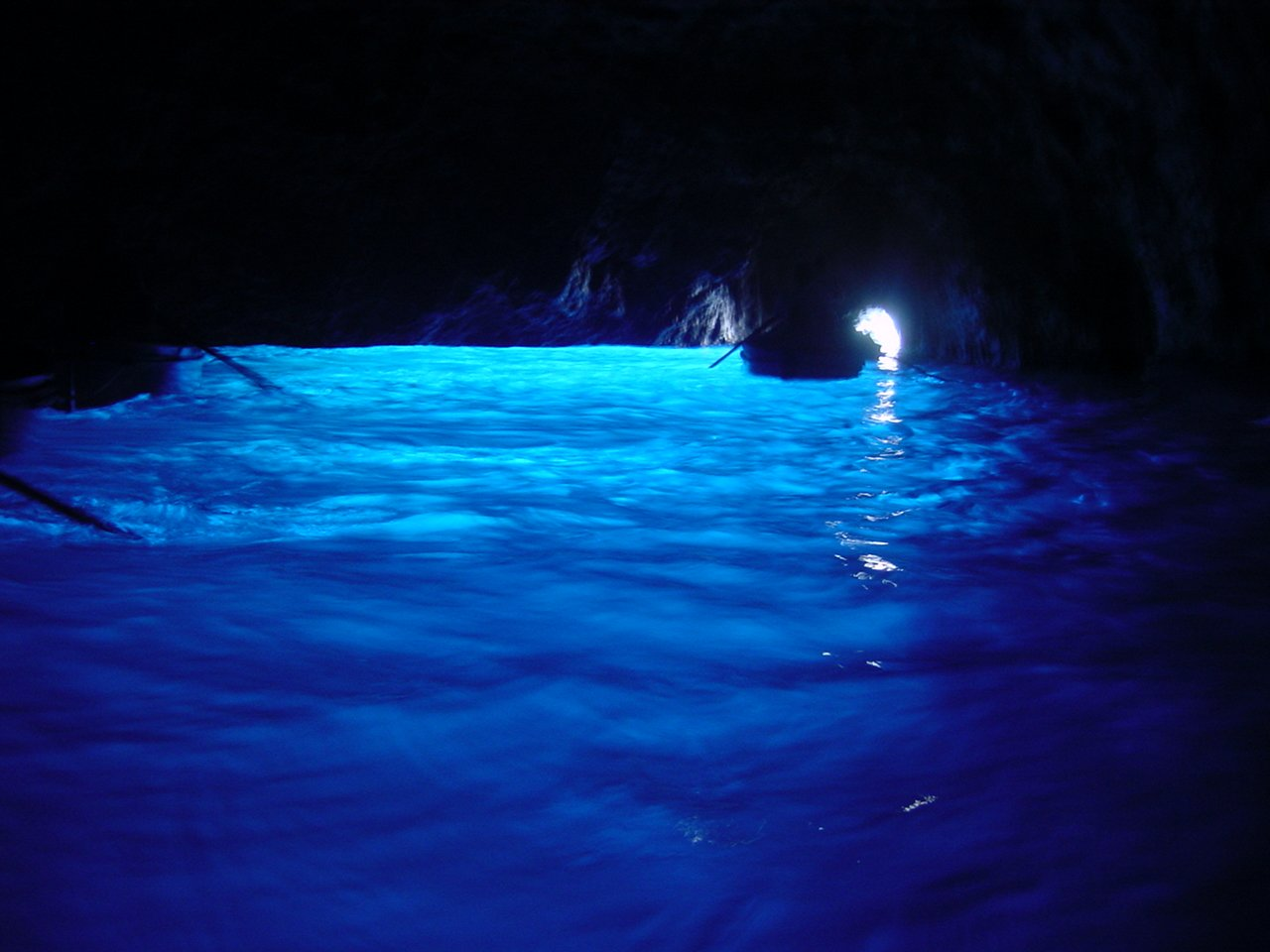
Grota Albastră
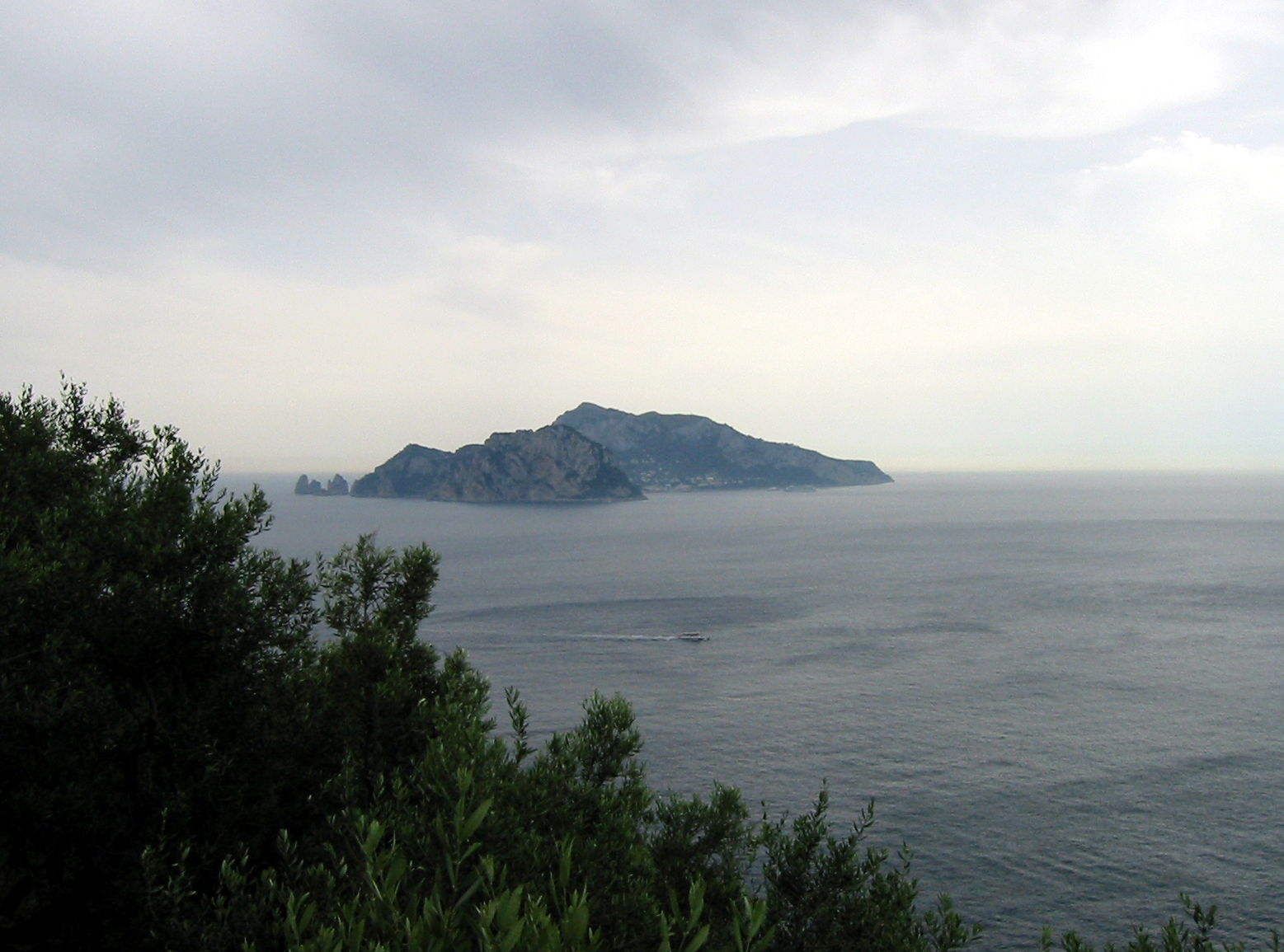
Capri de pe Punta Campanella
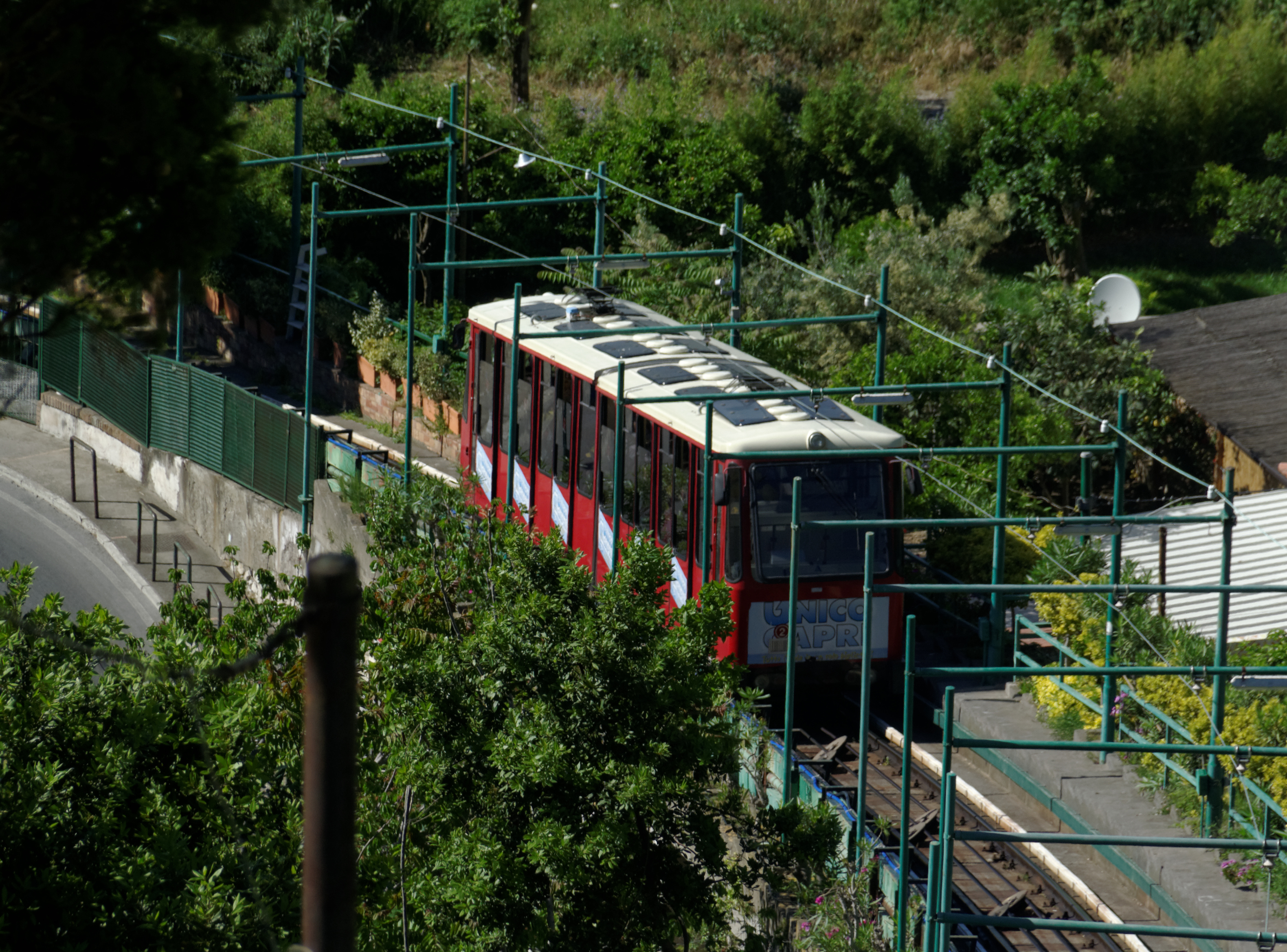
Funicular
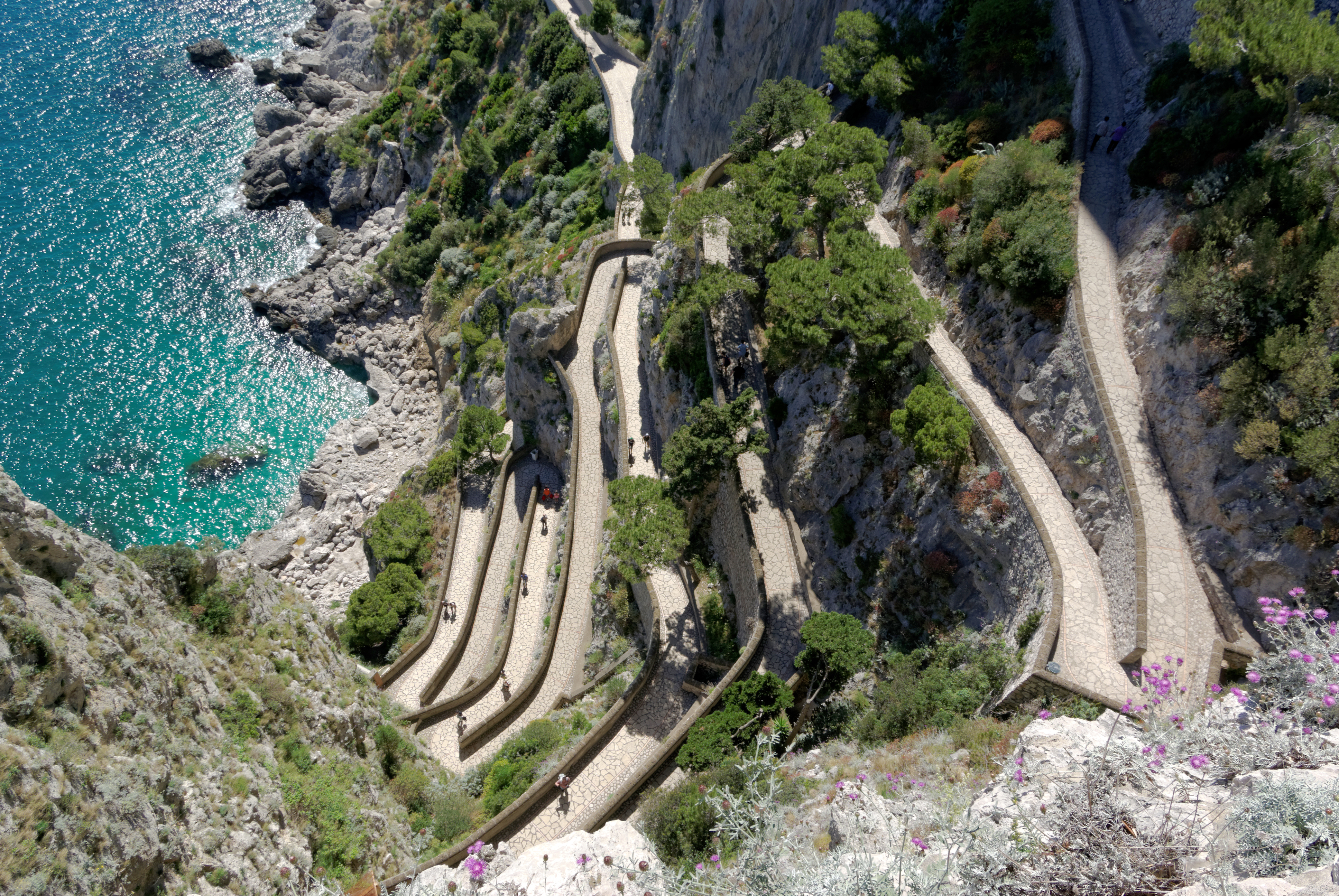
Via Krupp
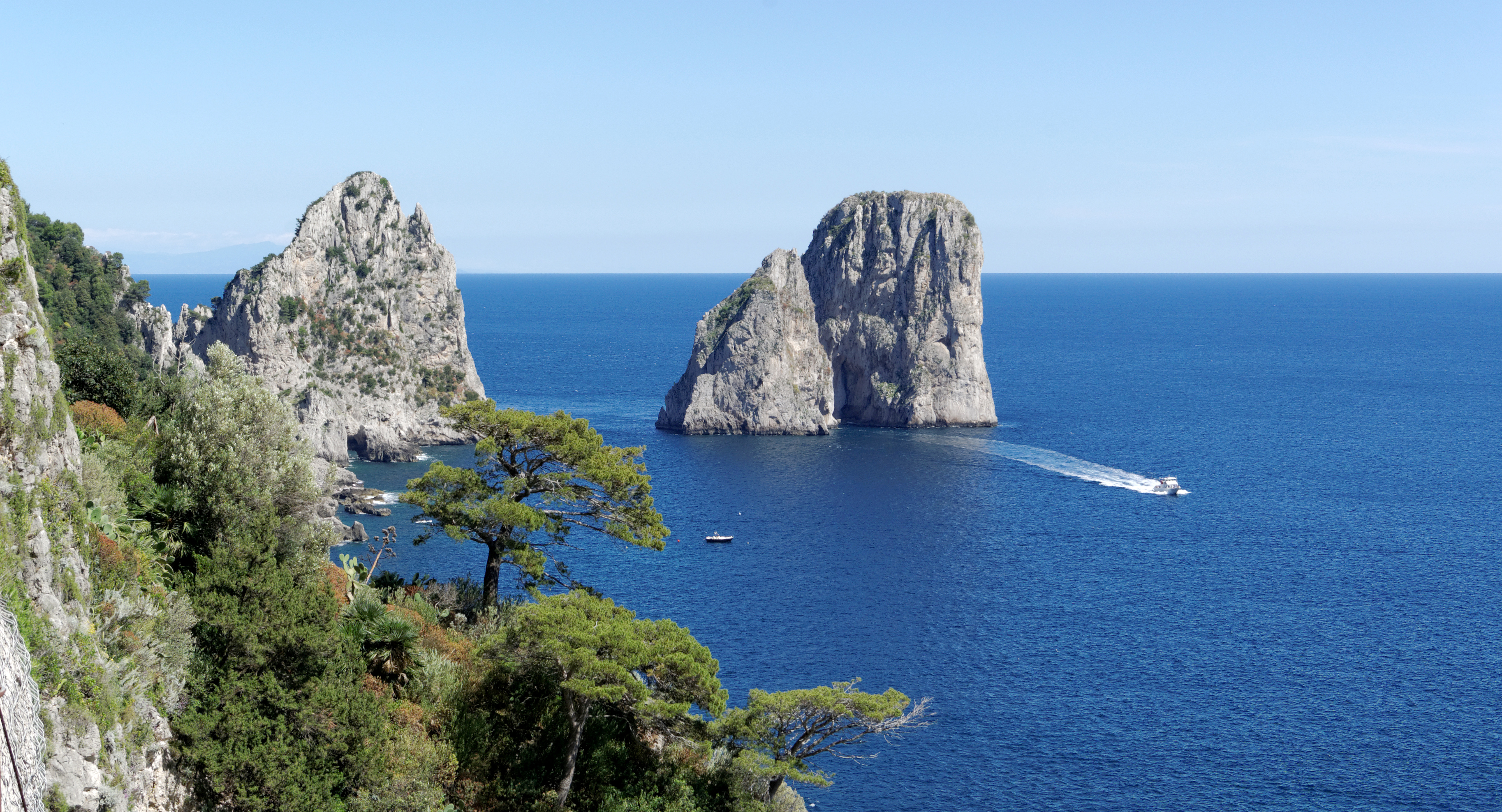
Faraglioni
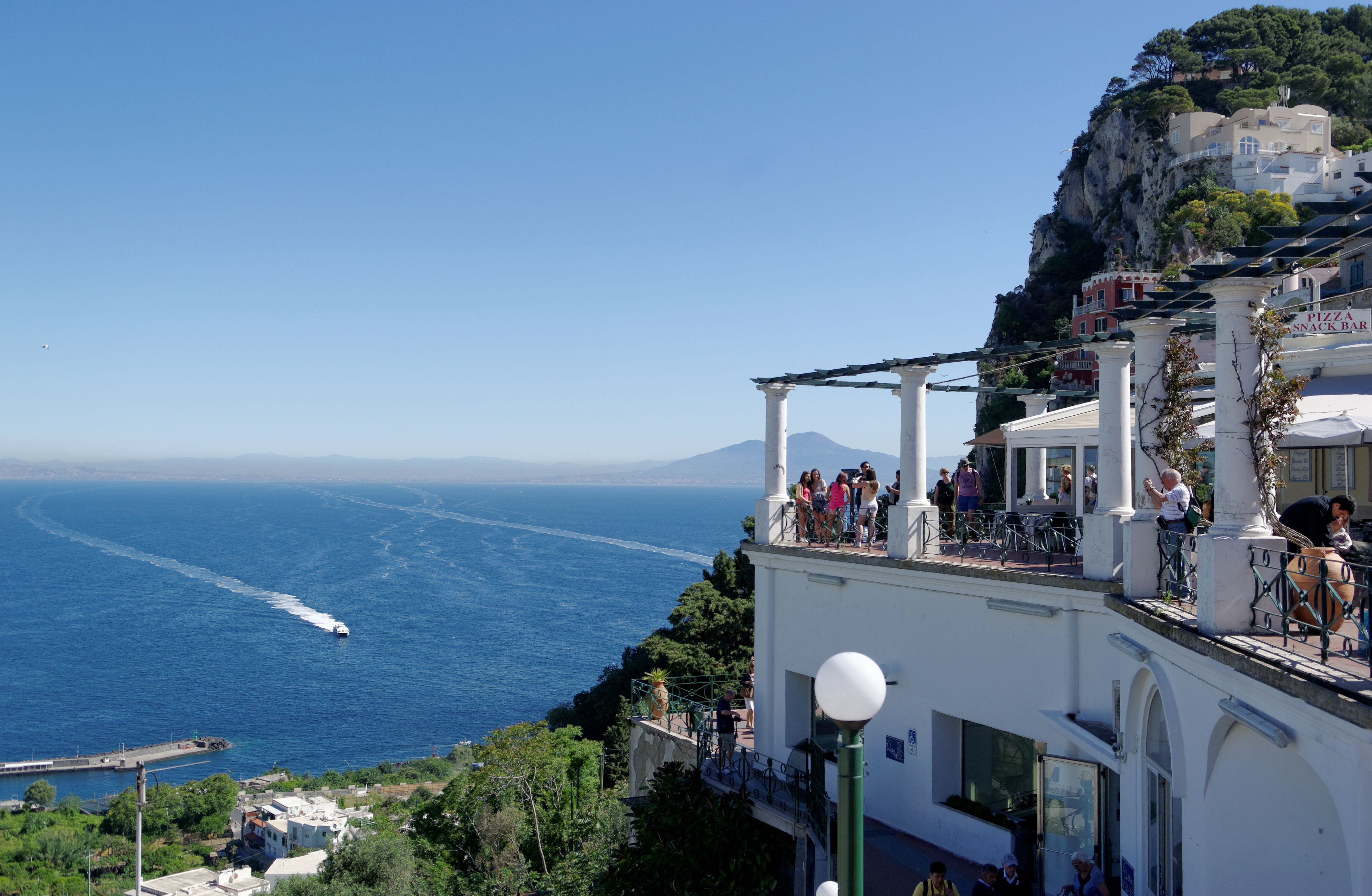
Marina Grande